# Tohana
Tohana ist eine Stadt (Municipal Council) im nordwestindischen Bundesstaat Haryana.
Die Stadt liegt 180 km nordwestlich der Bundeshauptstadt Neu-Delhi. Tohana befindet sich im Distrikt Fatehabad. Die Stadt hatte beim Zensus 2011 63.871 Einwohner. In Tohana sind 90 % der Bevölkerung Hindus, 6,8 % Sikhs. Tohana ist in 21 Wards gegliedert.
Tohana liegt 50 km ostnordöstlich der Distrikthauptstadt Fatehabad.